# Gdynia Arena

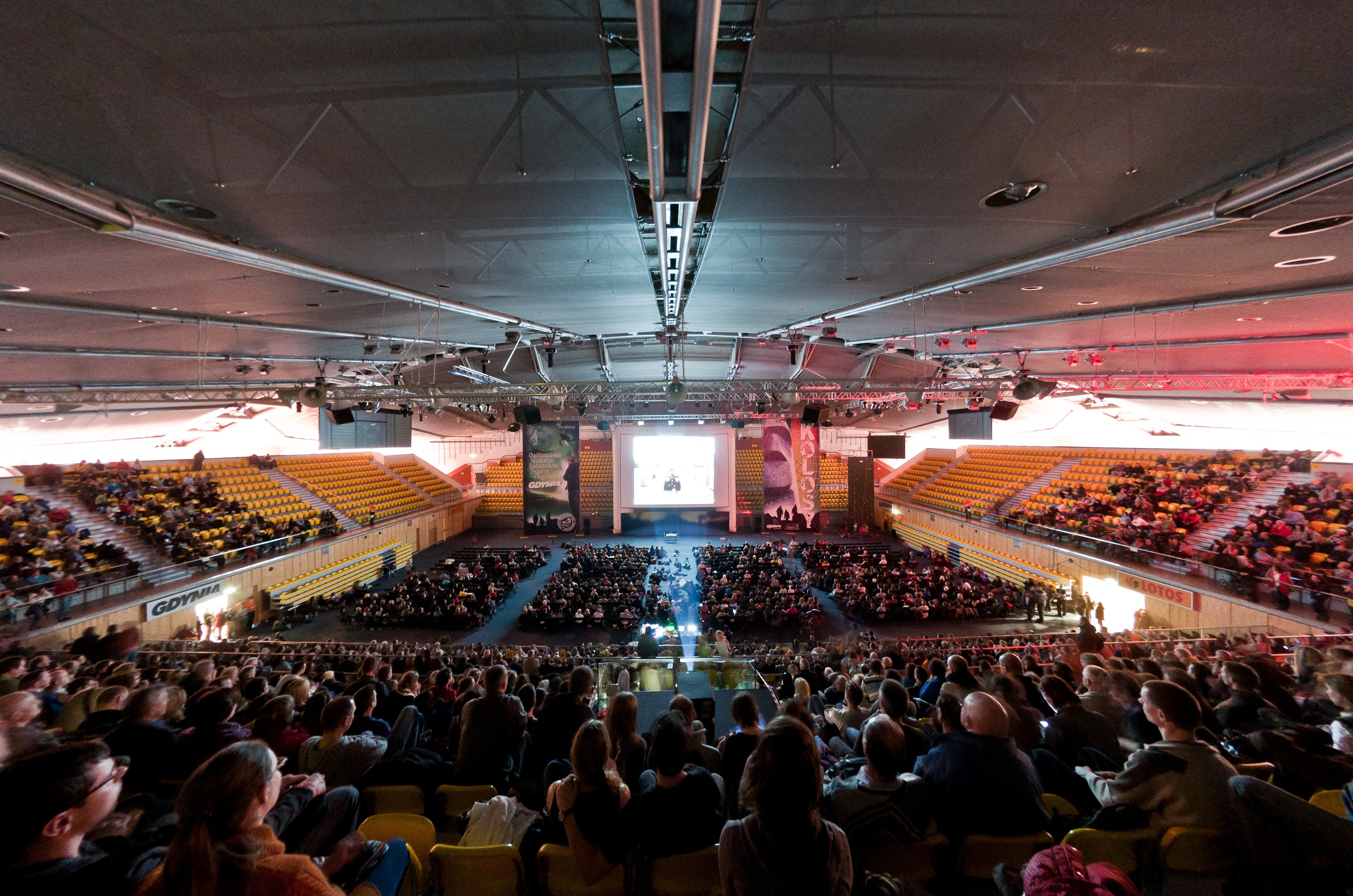
Wnętrze hali w trakcie imprezy Kolosy 2010

Gdynia Arena (od 2022 pod nazwą sponsorską Polsat Plus Arena Gdynia) – obiekt znajdujący się w gdyńskiej dzielnicy Mały Kack (do 2014 r. w dzielnicy Działki Leśne) przy ul. Kazimierza Górskiego 8, w sąsiedztwie obiektów sportowych Gdyńskiego Centrum Sportu (m.in. Narodowego Stadionu Rugby i Stadionu Miejskiego). 

## Historia
Hala została otwarta 22 grudnia 2008 roku. Do 1 października 2013 roku obiekt nosił nazwę "Hala Sportowo-Widowiskowa Gdynia". W 2022 roku miasto znalazło sponsora. Za 9 mln 840 tys. zł brutto przez 4 lata hala będzie nosić nazwę Polsat Plus Arena Gdynia.

## Charakterystyka i funkcjonalność
Obiekt przypomina kształtem skorupę żółwia, a użyte w konstrukcji dachu maszty i liny nawiązują do symboliki morskiej. Dla podkreślenia sąsiedztwa hali z terenami leśnymi, jej boczne ściany stanowią skarpy ziemne z naturalną roślinnością, pełniące zarazem funkcję izolacji termicznej.
Hala jest obiektem wielofunkcyjnym, którego główną funkcją jest organizacja zawodów sportowych, w takich dyscyplinach jak: koszykówka, siatkówka i piłka ręczna. Inne funkcje hali to organizacja widowisk, wystaw, targów oraz imprez kulturalnych.
Hala została wybudowana zgodnie z wymogami FIBA, pozwalającymi organizować imprezy rangi międzynarodowej w koszykówce.
Dane liczbowe:
- powierzchnia działki: 40 915 m²
- kubatura: 51 480 m³
- powierzchnia użytkowa: 8755 m²
- arena główna o wymiarach: 25 x 48 m, max 32 x 48 m przy zsuniętych trybunach
- wysokość nad areną: 12,5-18,5 m
- liczba miejsc na widowni: 4010 osób (stała 3338 + rozsuwana 672)
- dodatkowo na płycie areny 200 osób (krzesła)
- liczba miejsc parkingowych:
  - dla samochodów osobowych: 450 (w tym 437 dla samochodów zwykłych i 13 dla samochodów osób niepełnosprawnych)
  - dla autokarów: 10

Poza areną główną w obiekcie znajdują się: szatnie, siłownia, sauna, sala masażu, gabinet lekarski, pokoje pomocy medycznej, kontroli antydopingowej, pomieszczenia administracyjne, pomieszczenia sędziów i trenerów, sala konferencyjna i magazyny sprzętu sportowego. W czasie imprez innych niż sportowe, podłoga areny może być zabezpieczona specjalną zwijaną nawierzchnią.

## Historia budowy
Hala została zaprojektowana przez biuro projektów Karczewski & Bernier Architectes oraz ATI Architektura Technika Inwestycje, a wykonawcą prac zostało konsorcjum firm Mostostal Siedlce SA i Mega SA. Budowa obiektu rozpoczęła się w połowie 2004 roku, natomiast uroczystość wmurowania kamienia węgielnego odbyła się 23 lipca tego samego roku.
Pierwotnie ukończenie prac budowlanych przewidywano na przełom 2005 i 2006 roku, jednak z powodu wykrycia błędu w projekcie konstrukcyjnym, budowę na pewien czas przerwano, a wznowienie prac nastąpiło w kwietniu 2006 roku.
Zakończenie robót budowlanych nastąpiło pod koniec 2008 roku, a uroczystość otwarcia została zaplanowana na 22 grudnia 2008 roku, na godzinę 12:00. Początkowo przewidywane koszty budowy hali wynosiły 45 milionów zł, jednak ostatecznie jej koszt wzrósł do 86 milionów zł.